# Práxedes Mateo Sagasta

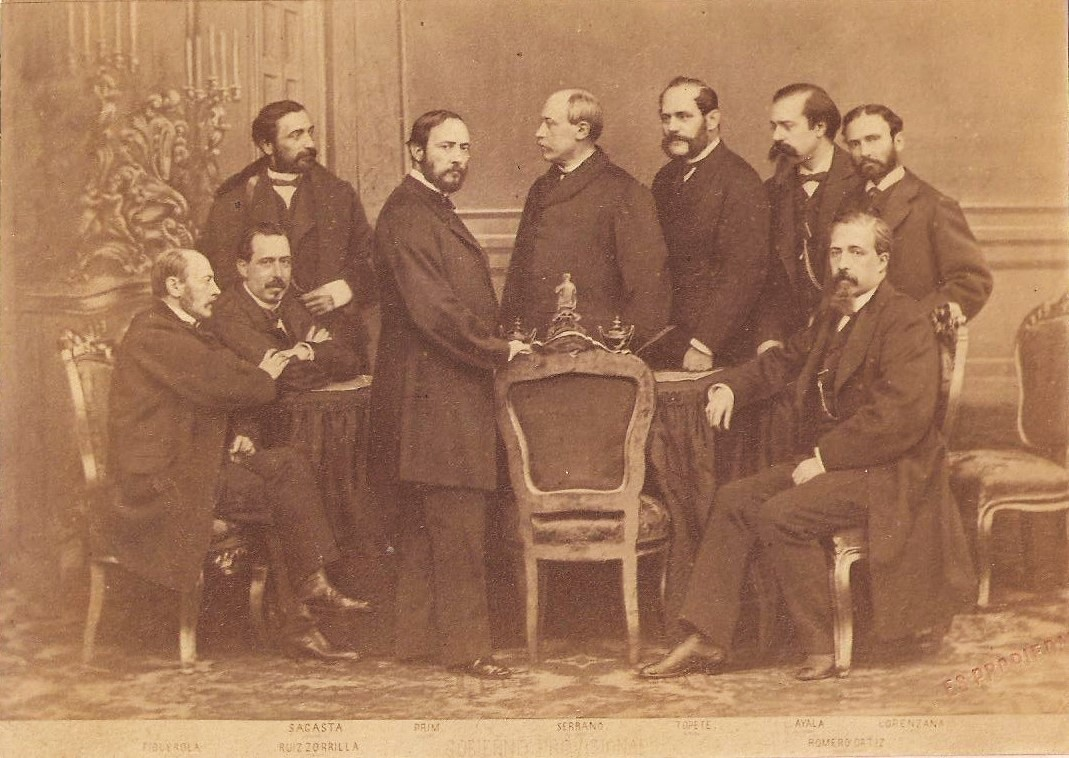
Governo Provvisorio, 1869. Da sinistra a destra: Figuerola, Zorrilla, Sagasta, Prim, Serrano, Topete, López Ayala, Lorenzana e Romero Ortiz (foto di J. Laurent)

Práxedes Mateo Sagasta (Torrecilla en Cameros, 21 luglio 1825 – Madrid, 5 gennaio 1903) è stato un politico spagnolo.

## Biografia
Membro del partito progressista, divenne famoso perché nel 1848 fu l'unico studente che si rifiutò di firmare un manifesto che inneggiava alla regina Isabella II. Dopo i suoi studi di ingegneria, culminati con una laurea ottenuta a Madrid, cominciò una carriera istituzionale che lo avrebbe portato a diventare un protagonista della vita politica iberica.
Deputato delle Cortes (il Parlamento spagnolo) dal 1854 al 1857 e dal 1858 al 1863, Sagasta ricoprì la carica di Presidente del Governo otto volte tra il 1870 e il 1902 durante il regno di Alfonso XII e di Alfonso XIII.
Era conosciuto per le sue ottime qualità oratorie, che gli permisero di passare quasi indenne la disastrosa sconfitta nella guerra ispano-americana, scoppiata nel 1898 durante la sua presidenza.
Massone, fu Gran maestro del Grande Oriente di Spagna dal 1876 al 1881 e raggiunse il 33º grado del Rito scozzese antico ed accettato.